# Нюбская узкоколейная железная дорога
Нюбская узкоколейная железная дорога — лесовозная узкоколейная железная дорога в Котласском районе, Архангельской области, на правом берегу реки Вычегда. Главная станция находится в посёлке Харитоново.
Максимальная длина 191 км, эксплуатируется в настоящее время 74 км, ширина колеи 750 мм. Год открытия: 1934 год. Пассажирское движение, грузовое движение.

## История

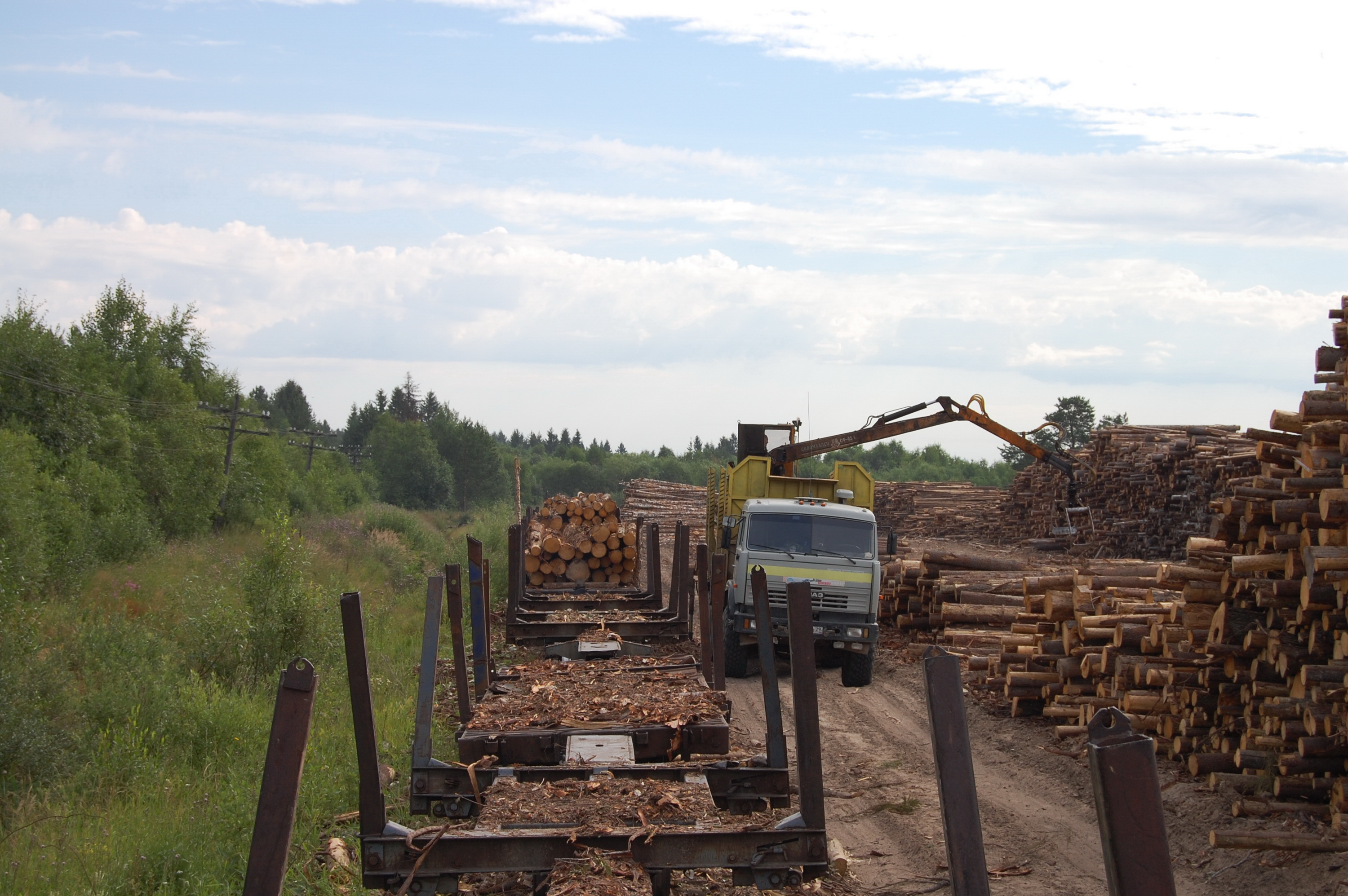
Разгрузка сортимента

В 1930-е годы на Нюбской узкоколейной дороге, расположенной в Котласском районе, продолжалось активное строительство новых линий, появлялись новые лесные посёлки, в их числе, на боковом ответвлении — Мотьма. Вывезенный по узкоколейной железной дороге лес стал сплавляться по реке Вычегда. До 1960-х годов на узкоколейной железной дороге работали паровозы, первыми тепловозами были тепловозы ТУ2М и ТУ2МК, затем стали поступать тепловозы ТУ4, ТУ6А, ТУ7, ТУ8. В 1975 году, после строительства нового участка, расстояние от станции Харитоново до станции Кваша составило 72 километра, по этому маршруту стал курсировать пассажирский поезд.
В сентябре 1999 года, узкоколейная железная дорога работала, объём лесозаготовки, по сравнению с «лучшими» временами, значительно снизился. В 2003 году узкоколейка ремонтировалась силами студенческих строительных отрядов. По состоянию на сентябрь 2006 года, узкоколейная железная дорога действует, посёлки Мотьма и 14 километр выселены, но посёлок Слободской (Кваша) по-прежнему обитаем. Сохраняется движение пассажирского поезда по маршруту Харитоново — Кваша.

### Современное состояние
По состоянию на 2024, узкоколейная железная дорога закрыта. Ведётся продажа на разборку УЖД
В феврале 2018 несамоходная крановая установка ЛТ-110 продана в музей Музей Тёсовской УЖД.

## Подвижной состав

### Локомотивы
- ТУ7А — № 3289
- ТУ6Д — № 0235
- ТУ6А — № 2800, 3169
- ТУ8 — № 0006, 0181, 0527, 0334

### Вагоны
- Вагоны-сцепы
- Вагон-цистерна
- Хопперы-дозаторы
- Вагоны платформы
- Узкоколейные пассажирские вагоны ПВ40
- Вагоны-платформы ЛТ-14 для перевозки леса

### Путевые машины
- Снегоочиститель СП-1

### Частные средства передвижения
- Самодельные «пионерки»

## Фотогалерея

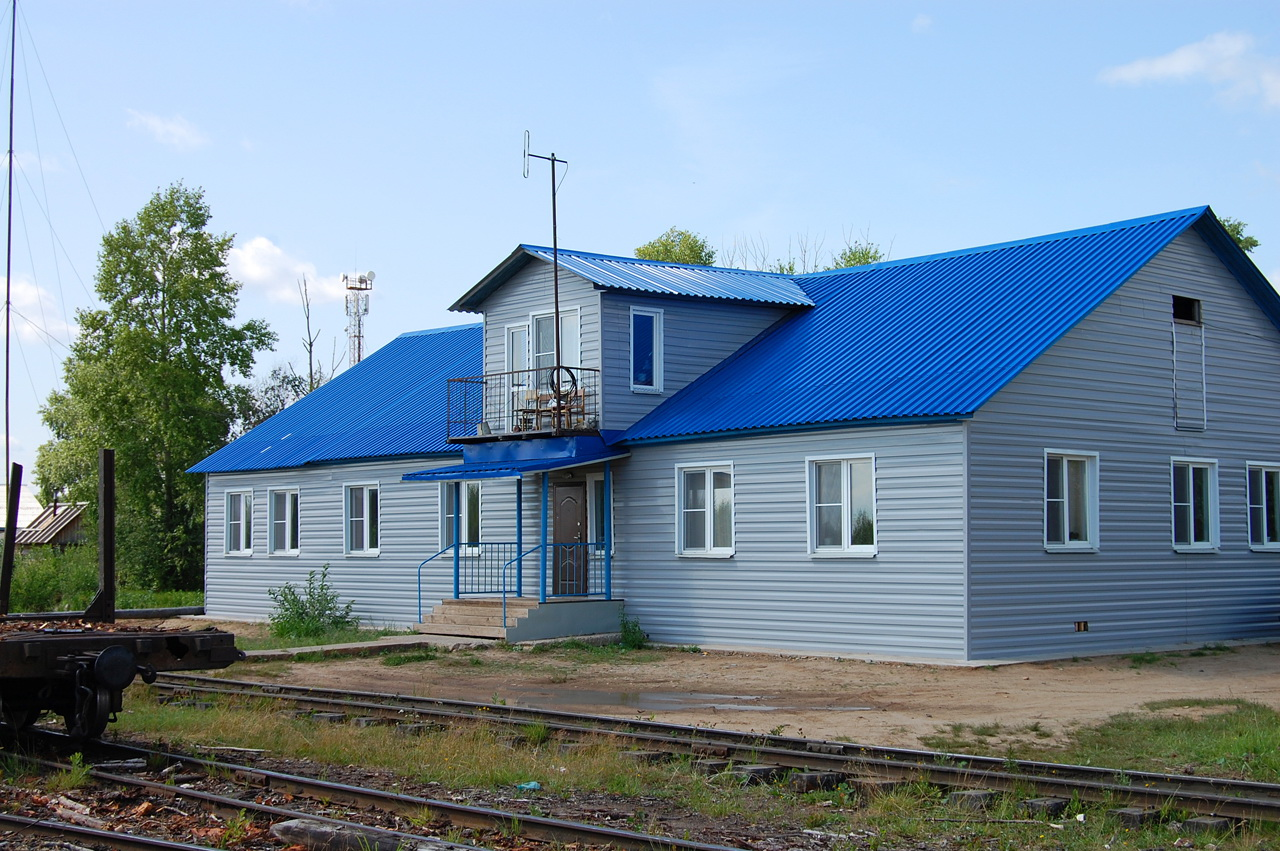
Здание администрации
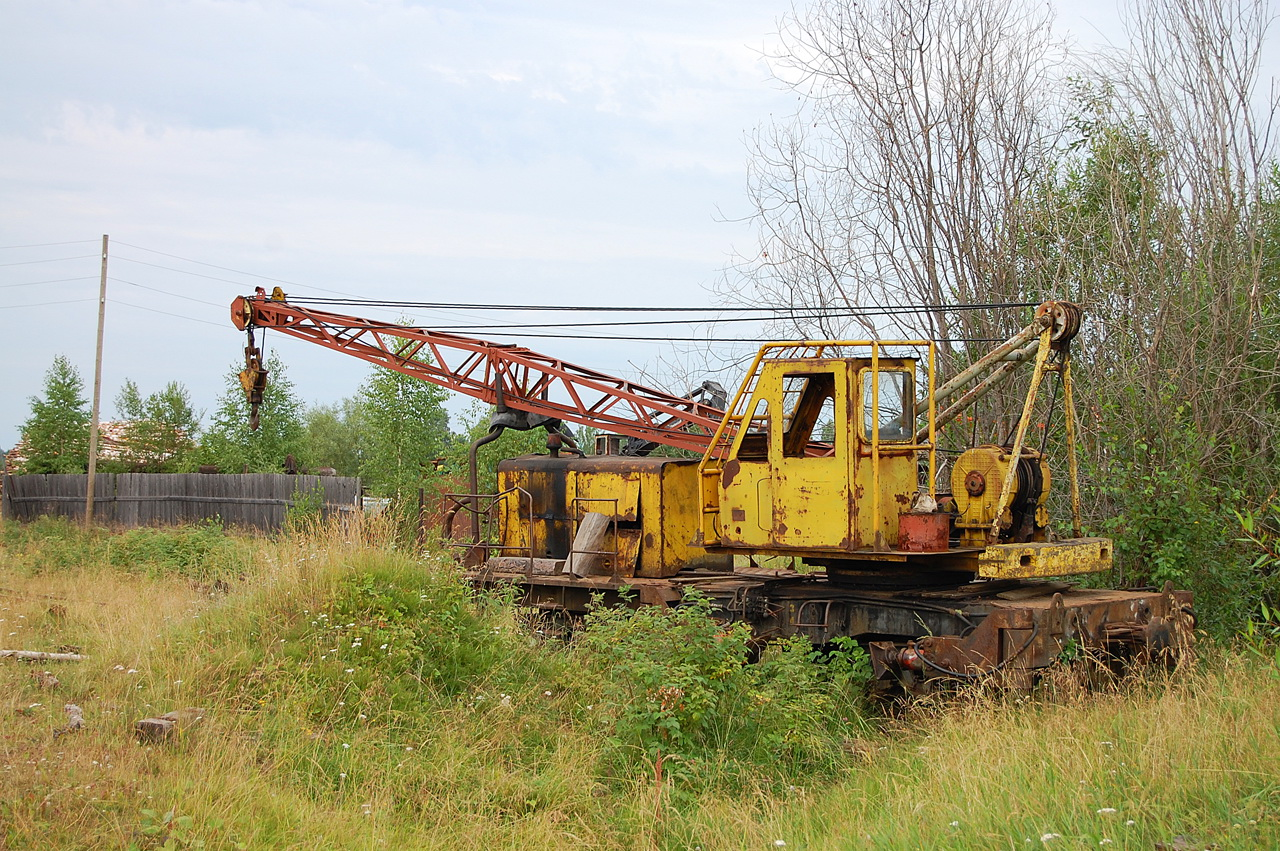
Несамоходная крановая установка ЛТ-110
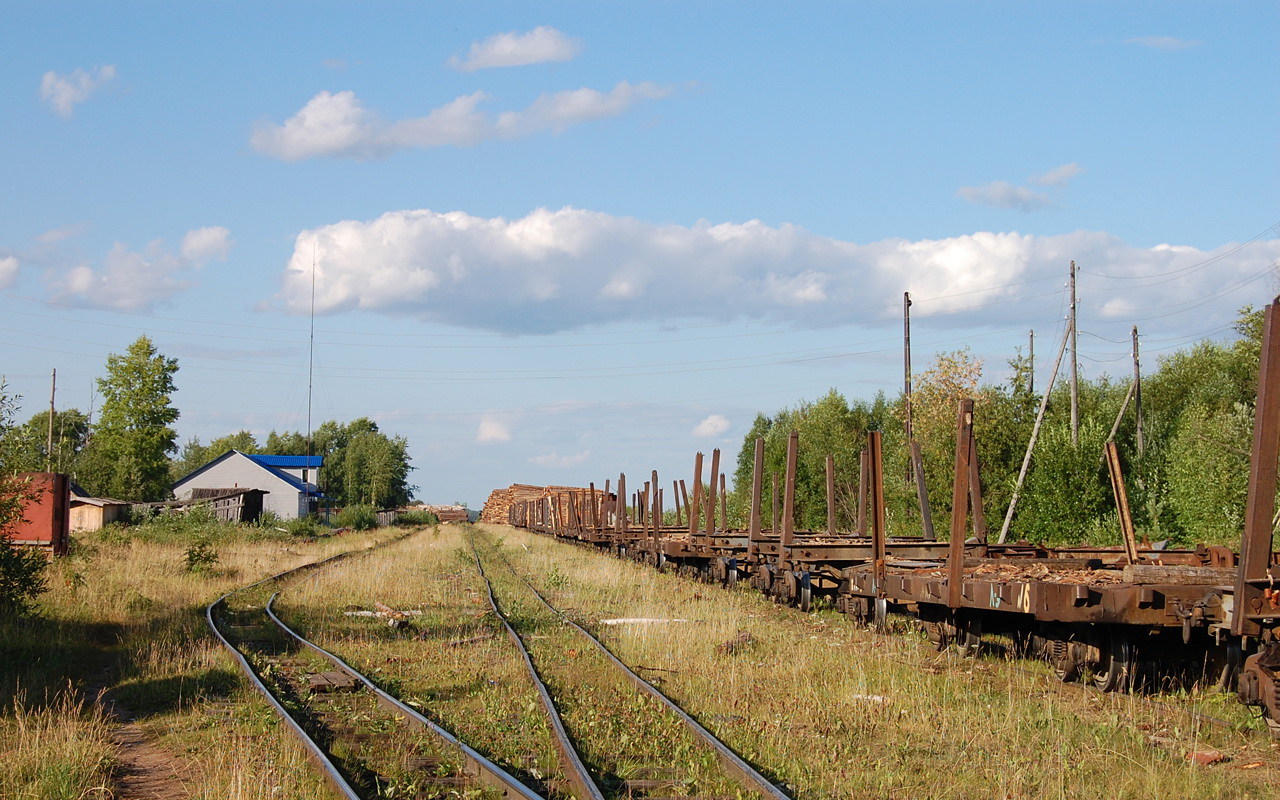
Станция Харитоново
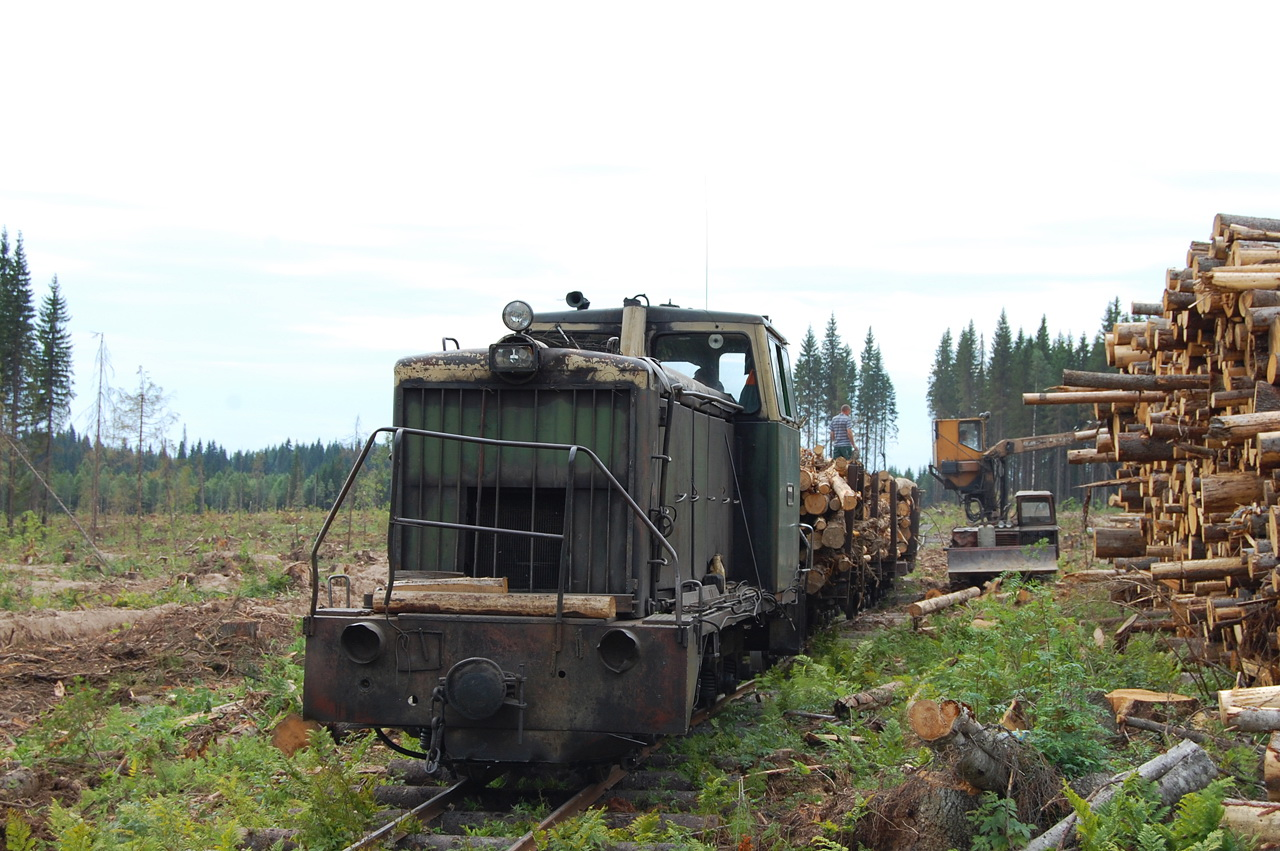
Процесс погрузки
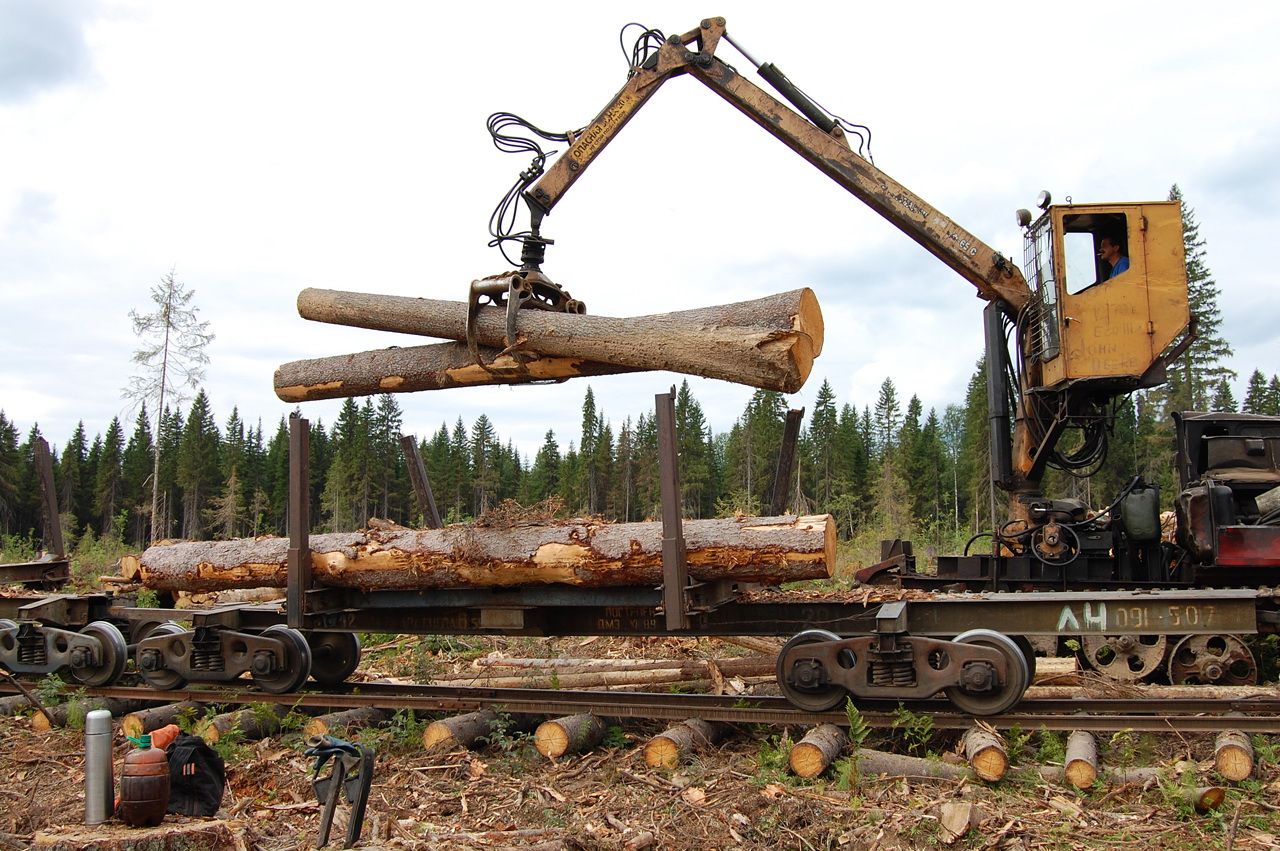
Процесс погрузки